# Kwintyliard
Kwintyliard – liczba o wartości: 1 000 000 000 000 000 000 000 000 000 000 000 = 1033, czyli jedynka i 33 zera w zapisie dziesiętnym. Termin kwintyliard jest stosowany w nazewnictwie liczebników w skali długiej i nie ma swojego odpowiednika w skali krótkiej.
W krajach stosujących krótką skalę (głównie kraje anglojęzyczne) liczba 1033 nosi nazwę decylion, tak jak 1060 w pozostałych krajach. 
W układzie SI mnożnikowi 1033 nie odpowiada żaden przedrostek jednostki miary (od listopada 2022 roku najwyższy nazwany w SI mnożnik to 1030).